# Fluviopupa ramsayi
Fluviopupa ramsayi là một loài ốc nước ngọt rất nhỏ có nắp, là [[động vật thân mềm chân bụng sống dưới nước]] thuộc họ Hydrobiidae. Đây là loài đặc hữu của Úc.